# Неурохирургија
Неурохирургија је медицинска специјалност и грана хирургије која се бави хируршким и неурохируршким лечењем болести лобање, мозга, кичмене мождине, кичме и нерава. Све већи број болести може се успешно лечити инвазивним, а последњих деценија и минимално инвазивним методама захваљујући све већем развоју технике и помоћних уређаја за третман. Међутим уз добру опрему неурохирургија, за успешно функционисање и даље захтева добро познат стандард: добро хируршког знања, богато стручно искуства и примену микроскопске технике, тј. вештину извођења операција под микроскопом са великим увећањем.

## Историјат
Ако нас историја медицине може нечему научити онда је то перманентна потреба човека да схвати, имитира, примени и мења своја сазнања о методама лечења.
Најбољи пример за то су, прве неурохируршке интервенције, трепанације лобање, која се уз разне модификације примењују у лечењу од металног доба до данас.

Историја неурохирургије, као и историје медицине, датира из древних времена. Прве неурохируршке интервенције, трепанације и операције мозга биле су и прве интервенције у овој области медицине вршене много година пре наше ере. Ископане лобање са вештачким отворима, старих Египћана, Индуса, Инка, Перуанаца, Украјинац, Балканаца итд, на неки начин доказују да су на лобање пробијане у циљу лечења. Иако је смртност оперисаних особа била велика, постоје сведочења да су појединци преживели операцију. У појединим случајевима лобање су имале трепанационе отворе, начињене из ритуалних разлога, а на другима, које су биле у већини, из медицинских разлога. Код ових лобања трепанациони отвори су након неурохируршке интервенције затварани златним или сребрним плочицама, или одлубљеном кости која је враћена на своје место.
Трагови трепанирања откривени су и на праисторијским лобањама на локалитетима у Европи, Северној и Јужној Америци, Африци, Азији. Не може се са сигурношћу утврдити од када се трепанирање лобање практикује. Сима Тројановић пише да су ову методу у Европи први практиковали антички Грци, тј. да се трепанирање, које је у античку медицину увео Хипократ, временом преносило и ширило на суседне територије. Наиме Хипократ је описао не само болести лобање и мозга, већ је у својим делима навео и у којим случајевима се раде „трауматске повреде мозга“, нпр. код епилепсије, изненадног слепила итд.
У периоду Римског царства, када се медицина брже развијала, Целз је детаљно описао анатомију мозга, кичме, кранијалних нерава, ганглија. А Гален је описао и објавио податке о трепанацији лобање код лечења тумора и крварења у мозгу.
Претпоставља се да је прве смерница у неурохирургији дао Беренгарио Ди Капри, у својим Расправама које су објављене у Болоњи 1518. године. Овај рад њен аутор превасходно је посветио успешном лечењу прелома потиљачне кости.
Пионир неурохирургије у Руском царству и први професор хируршке неурологију у свету рођен у Кијеву, био је естонски лекар професор Людвіг Пуусепп (1875–1942).
Промотер и пионир модерне неурохирургије с почетка 20. века био је Кушинг (Harvey Cushing 1869–1939)) који је 1905. године у Бостону поставио основе нове гране медицине.
Методу, засновану на стереотаксији, први су осмислили 1908. године истраживачи из лондонске Универзитетске болнице, Sir Victor Horsley лекар и неурохирург и Роберт Х. Кларк физиолог. Уређај који је по овим истраживачима добио назив Хорсли-Кларк стереотаксички рам, прво је коришћен током експерименталних операција на животињама (мајмунима), за одређивање положаја одређених структура у мозгу уз помоћ тродимензионалног координатног систем.
Петнаест година касније (1919) Вилијам Мејо (William Mayo) званично је објавио да је рођена нова специјалистичка грана неурохирургија.
Након што је 1930. године Хорсли-Кларков уређај признат као стандардни рам за извођење стереотаксичких експерименталних операција на животињама, његова примена, све до данас, прихваћена је широм света у многим лабораторијама за проучавање функција централног нервног система. Прве стереотаксичке операције на људском мозгу извођене су; прво уз помоћ епифизе и Монроовог отвора као анатомских референтних тачака за оријентацију, а касније и уз помоћ других анатомски референтних тачака, као што су предња и задња комисура интракранијлне проминенције. Ови оријентири, заједно са атласом мозга дуго су били у неурорадиологији и неурохирургији у употреби за процену локације интракранијалних анатомских структура које нису биле видљиве на радиографији.
У свом следећем проналаску гама ножу или уређају за радиохируршке операције на мозгу, Лексаел је применио стереотаксички координатни систем, који уз примену акцелератора, шаље сноп протона и неутрона у тачно позиционирану тачку у можданом ткиву и врши његово разарање.
Године 1978, амерички лекар и компјутерски научник, Расел Браун, изумео је уређај познат као Н-локалајзер, који је омогућио да се у стереотаксичким операцијема или радиохирургији за исмеравање инструмената или зрачења користи томографска слике која је добијене преко компјутерска томографија (ЦТ), магнетна резонанца (МРИ) или позитронска емисиона томографија (ПЕТ). Н-локалајзер не само да је значајно побољшао хируршку прецизност јер ЦТ, МРИ и ПЕТ дозвољавају тачне визуелизација интракранијалним анатомске детаље, већ је омогућио и широку клиничку примену у Brown-Roberts-Wells (BRW), Leksell, и Cosman-Roberts-Wells (CRW), стереотаксичким системима и другим радиохируршким инструментима.
Стереотаксија, као радиохируршка метода у 21. веку, наставља непрестано да се развија усавршава и све више примењује у дијагностици и терапији. Тренутно она је заснована на комбинованој примени; имиџинг методама (компјутеризованом томографијом и магнетном резонанцом) вођених операција, које користе стереотаксичну методу за прецизно одређивања локализације промена.

### Развој неурохирургије на Балкану и Србији
Трепанације лобање откривене су и на тлу Централног Балкана, из периода металног доба, Мокрин (300 скелета, на 8 је извршена трепанација) и Крива Река (са 3 трепанацијска пробоја). Непотпуне доказе, о трепанацији лобање међу Црногорцима и Србима оставило је неколико истраживача.
Трепанације помиње и Грбаљски законик, издат у Грбљу код Котора 1427. године, (зборник прописа углавном кривично-правне природе), који у 103. члану регулише однос између лечиоца (трепанатора) и леченог. Народни лекари су изводили трепанације са дозволом власти све до средине 19. века, када их је Кнез Данило, 1856. године, званично забранио, али су оне и даље кришом извођене. Црногорски Сенат 1880. године познате трепанаторе из црмничког краја, Иличковиће, званично је прогласио народним лекарима.
О Црној Гори, и лаичким трепанацијама лобање од стране народних лекара 1889. године је много података изнео и др Петар Миљанић, лекар и писац. Изненађен и запрепашћен вештином и успесима народних лекара трепанатора, француски званичник Анри Делари је по повратку у Париз описао трепанације у Црној Гори, 1862. године у књизи коју је објавио под називом Le Моntenegro. Французи, лични лекари владике Рада и кнеза Данила, Тедески и Панкрази (1855), о трепанацијама лобање написали су:
Највећи европски ауторитети сличне операције практикују само у крајњој нужди. Чудно звучи, али ту деликатну операцију врше у Црној Гори веома спретно и са ретком срећом.
Са првим операцијама из неурохируршког домена у Србији почето је у Хируршком одељењу Опште државне болнице у Београду (од 1889. године) а наставило се оснивањем првог Неурохируршког одељења у Србији, у оквиру Хируршке клинике у Београду (1938).

## Општа начела
Неурохирургија је медицинска дисциплина, односно специјализација која оспособљава лекаре за хируршко и нехируршко лечење (превенцију, дијагнозу, процену, лечење, интензивну негу и рехабилитацију) болесника са повредама и болестима централног и периферног (аутономног) нервног система, укључујући и потпорне структуре нервног система (кичма, лобања, мека ткива), као и васкуларне структуре централног и периферног нервног система.

## Болести које лечи неурохирургија
Неурохирургија подразумева, пре свега савремено лечење;
- болести мозга, можданица и лобање
- крвних судова лобање, мозга и можданица, укључујући и екстракранијалне делове каротидних и вертебралних артерија,
- поремећаје и болести хипофизе,
- лезија кранијалних и спиналних нерава,
- болести периферних нерава,
- поремећаје аутономног дела нервног система,
- болести кичмене мождине, можданица кичме и кичменог стуба укључујући и оне који у лечењу захтевају примену спиналне фузије и инструментације.

## Подела неурохирургије на области
Неурохирургија се условно може поделити на следеће области:
- Неурохирургија повреда главе и мозга
- Неурохирургија тумора мозга
- Неурохирургија болести крвних судова мозга
- Неурохирургија болести кичмене мождине и кичменог стуба
- Неурохирургија повреда и болести нерава
- Неурохирургија урођених аномалија нервног система
- Неурохирургија бола
- Неурохирургија инфективних процеса у нервном систему
- Функционална или стеротаксичка неурохирургија
- Дечија неурохирургија

## Циљ, трајање и структура специјализације
Циљ
Специјализација из неурохирургије је образовни процес у току ког специјализант добија теоријско и практично знање из подручја хируршког и нехируршко лечење (превенцију, дијагнозу, процену, терапију, интензивну негу и рехабилитацију) пацијената са повредама и болестима централног и периферног (аутономног) нервног система, укључујући и потпорне структуре нервног система (кичму, лобању, мека ткива), као и васкуларне структуре централног и периферног нервног система.
Такође специјализација оспособљава будуће неурохирурге за савремене облике лечење болести мозга, можданица, лобање и њихових крвних судова укључујући екстракранијалне делове каротидних и вертебралних артерија, поремећаје и болести хипофизе, лезије кранијалних и спиналних нерава, периферних нерава, поремећаје аутономног дела нервног система, болести кичмене мождине, можданица кичме и кичменог стуба укључујући и оне који у лечењу захтевају примену спиналне фузије и инструментације.
Трајање
Специјализација траје шест године.
Структура специјализације
| Година специјализације | Области оспособљавања (број месеци стажирања) |
| ---------------------- | --- |
| Прва                   | - Општа хирургија - абдоминална хирургија (0,5) - Општа хирургија - ендокрина и онколошка (0,5), - Грудна хирургија (0,5), - Неурологија (3) — неурологија одраслих (2) и дечја неурологија (1), - Неурорадиологија (0,5), - CT (0,5) и MRI (0,5), - Неурорадиолошка ангиосала (1), - Анестезија и интензивна терапија (2), - Васкуларна хирургија (1), - Оториноларингологија (0,5), - Пластична и реконструктивна хирургија (0,5), - Максилофацијална хирургија (0,5), - Офталмологија (0,5), - Ортопедија (0,5). |
| Друга до четврта       | - Клиничка неурохирургија - све области (36) |
| Пета                   | - Педијатријска неурохирургија (12) — неуроортопедија (болести кичменог стуба) (4) и клиничка неурохирургија (8) |
| Шеста                  | - Клиничка неурохирургија (6), - Неуропатологија (1), - Неурорадиотерапија (1), - Клиничко или лабораторијско истраживање (4). |

Напомена:током специјализације кандидат води специјални дневник у који уписује по областима све операције на којима је учествовао. Овај дневник је утврдила Европска асоцијација неурохируршких друштава и прихваћена је у свим земљама Европске уније.